# Parahya submersa
Parahya submersa is een bastaardschorpioenensoort uit de familie van de Parahyidae. De wetenschappelijke naam van de soort is voor het eerst geldig gepubliceerd in 1931 door Bristowe.